# Fabio Calvi
Fabio Calvi (Milano, 26 marzo 1963) è un regista italiano.

## Biografia
Ha lavorato principalmente come regista teatrale e televisivo ed ha curato la regia di programmi televisivi come Le invasioni barbariche, Dillo a Wally, La fattoria, Victor Victoria - Niente è come sembra, L'era glaciale, Tempi moderni, Il bivio - Cosa sarebbe successo se..., Grande fratello, Piazzapulita e Stasera Casa Mika. Nel 2009 è inoltre comparso nel film documentario Videocracy - Basta apparire, scritto e diretto da Erik Gandini.